# 초장 (물리학)
초장(超場, 영어: superfield) 또는 초다중항(超多重項, 영어: supermultiplet)은 초공간 위에 정의된 장이다.

## 역사
파키스탄의 압두스 살람과 미국의 존 스트래스디(영어: John Strathdee)가 1974년에 도입하였다.

## 정의
초대칭을 포함한 이론을 만드려면, 일반적인 장을 적절히 조합하여 만드는 것은 번거롭고 까다롭다. 이는 마치 상대론적 이론을 3차원 벡터로 정의하려는 것과 마찬가지다. 초장을 사용하면 이론을 자동적으로 초대칭을 포함하도록 정의할 수 있다. 이와 같이 초장을 정의하려면, 물리적인 공간에 반가환 차원을 더하여 초공간을 정의한다. 만약 N개의 초대칭이 있다면, 4N개의 반가환 차원이 존재한다. 초장은 반가환 차원에 대하여 해석적이라고 가정한다. 반가환수의 테일러 급수는 유한하므로, 초장은 실제 시공에서 일련의 바일 스피너, 스칼라, 및 벡터장으로 나타나게 된다.

## 종류
일반적인 초장은 필요없는 자유도를 포함하므로, 대개 손지기 초장과 벡터 초장 등으로 추가 조건을 부여하여 쓴다. (아래의 설명은 MSSM과 같이, N=1인 경우다. N>1인 경우는 더 복잡하다.)
{\displaystyle {\mathcal {N}}=1} 초공간은 {\displaystyle (x^{\mu },\theta ^{\alpha },{\bar {\theta }}_{\dot {\alpha }})}로 이루어진다.

### 손지기 초장
손지기 초장(영어: chiral superfield, XSF)는 초공간의 초대칭 차원에 대한 공변 미분을 0으로 놓아 정의한다. 즉 왼손 손지기 초장 {\displaystyle \phi }의 경우
{\displaystyle D_{\alpha }\phi =0}을 만족하고, 오른손인 경우 {\displaystyle {\bar {D}}_{\dot {\alpha }}\phi =0}을 만족한다.
손지기 초장은 하나의 바일 페르미온과 하나의 복소 스칼라 보손 (또는 두 실 스칼라 보손)을 나타낸다. 따라서, 표준 모형의 바일 페르미온 (쿼크, 렙톤)과 복소 스칼라 (히그스 보손)는 초대칭화하면 손지기 초장에 속한다.
왼손 손지기 초장은 일반 장으로 나타내면 다음과 같다. 통상적으로, 다음과 같은 초대칭 불변 조합을 정의하자.
{\displaystyle y=x^{\mu }+i{\bar {\theta }}{\bar {\sigma }}^{\mu }\theta }
그렇다면 왼손지기 초장의 테일러 급수는 다음과 같다.:§4.4
{\displaystyle \Phi (x,\theta ,{\bar {\theta }})=\phi (y)+{\sqrt {2}}\theta \psi (y)+\theta \theta F(y)}
즉, 이는 스칼라장 {\displaystyle \phi }와 왼손 바일 스피너 {\displaystyle \psi ^{\alpha }}, 그리고 스칼라 보조장 {\displaystyle F}로 이루어진다.
이들은 초대칭에 따라 다음과 같이 변환한다.
{\displaystyle \delta \phi =\epsilon \psi }
{\displaystyle \delta \psi =-\mathrm {i} \sigma ^{\mu }{\bar {\epsilon }}\partial _{\mu }\phi +\theta \epsilon F}
{\displaystyle \delta F=\mathrm {i} \partial _{\mu }\psi \sigma ^{\mu }{\bar {\epsilon }}}.
여기서 {\displaystyle \epsilon ,{\bar {\epsilon }}}은 무한소 초대칭 변환 도움변수다.

### 벡터 초장
벡터 초장(영어: vector superfield, VSF) {\displaystyle V}는 {\displaystyle V=V^{\dagger }}을 만족시키는 초장이다. 하나의 실수 벡터 보손과 하나의 마요라나 페르미온을 나타낸다. 따라서, 표준 모형의 게이지 보손은 초대칭화하면 벡터 초장에 속한다.
그 테일러 급수는 다음과 같다.:§4.5
{\displaystyle V(x,\theta ,{\bar {\theta }})={\bar {\theta }}{\bar {\sigma }}^{\mu }\theta A_{\mu }(x)+{\bar {\theta }}{\bar {\theta }}\theta \lambda (x)+\theta \theta {\bar {\theta }}{\bar {\lambda }}(x)+{\frac {1}{2}}\theta \theta {\bar {\theta }}{\bar {\theta }}D(x)}
여기서
- {\displaystyle A_{\mu }}는 (스핀 1) 게이지 보손이다.
- {\displaystyle \lambda ,{\bar {\lambda }}}는 (스핀 ½) 마요라나 스피너이다.
- {\displaystyle D}는 스칼라 보조장이다.

위 표현은 베스-추미노 게이지(영어: Wess–Zumino gauge)에서의 벡터 초장이다. 일반적인 벡터 초장은 더 많은 수의 보조장을 가지나, 이는 초게이지 변환(영어: supergauge transformation)
{\displaystyle V\mapsto V-i\Omega +i{\bar {\Omega }}}
으로 없앨 수 있다 ({\displaystyle \Omega }는 손지기 초장인 초게이지 변환 매개변수). 일반적으로 (선형) 초대칭 변환은 베스-추미노 게이지를 보존하지 않으므로, 이 경우 초대칭 변환을 적으려면 추가 보조장을 도입하거나, 아니면 비선형 (아쿨로프-볼코프) 초대칭 변환을 사용해야 한다.